# Yevgeniya Khanayeva
Yevgeniya Nikandrovna Khanayeva (em russo:  Евге́ния Ника́ндровна Хана́ева; 2 de janeiro de 1921, Noginsk - 8 de novembro de 1987, Moscou) foi uma atriz soviética de cinema e teatro. Ela foi premiada com o Prêmio Artista do Povo da URSS em 1987. 

## Filmografia selecionada
- Monólogo (1972)
- Dia a dia (1972)
- Adultos estranhos (1974)
- Piada prática (1976)
- Moscou não acredita em lágrimas (Moskva slezam ne verit) (1979)
- O velho ano novo (1980)
- Simplesmente horrível! (1982)
- Мать Мария (1983)
- Безумный день инженера Баркасова (1983)
- The Blonde Around the Corner (1984)